# 1. FC Futsal Innsbruck
Der 1. FC Futsal Innsbruck ist ein Futsalverein der österreichischen Futsal-Bundesliga.

## Geschichte
Der 1. FC Futsal Innsbruck wurde am 21. Februar 2006 von Roland Oberprantacher und Peter Preisinger gegründet und ist seit seinem Bestehen Mitglied der österreichischen Futsal-Bundesliga.
Ausgangspunkt der Gründung war die zunehmende Härte im Fußballsport unter anderem im Hallenfußball, bei dem es in Spielen und Turnieren vermehrt zu ernsthaften Verletzungen kam. Futsal bot durch sein Regelwerk eine ideale Plattform für technisch versierte Spieler.
Die ersten Jahre gestalteten sich schwierig, da der Futsalsport in Österreich eine große Unbekannte war. Die Abhängigkeit von Fußballspielern war dementsprechend groß und verhinderte oftmals ein Antreten in Bestbesetzung. Die Situation hat sich geändert und seit der Saison 2009/10 besteht das Team erstmals aus mehr Futsalspielern als Vereinsfußballern.
Der 1. FC Futsal Innsbruck stellt heute ein bewährtes junges Futsal-Team, das angetrieben vom Motto „Futsal mit Herz“ die Perspektive für die Weiterentwicklung zur Ganzjahressportart im ÖFB aufzeigt.

## Erfolge
| Jahr    | Platz | Kommentar                                          |
| ------- | ----- | -------------------------------------------------- |
| 2016    | 2     | ÖFB Challenge League                               |
| 2015/16 | 10    | ÖFB Futsal BL                                      |
| 2014/15 | 5     | ÖFB Futsal BL                                      |
| 2013/14 | 7     | ÖFB Futsal BL                                      |
| 2013    | 3     | Drei-Länder-Cup München                            |
| 2013    | 3     | Internationaler Futsal Cup Hamburg                 |
| 2012/13 | 10    | ÖFB Futsal BL                                      |
| 2012    | 4     | Internationaler Futsal Cup Hamburg                 |
| 2011/12 | 7     | ÖFB Futsal BL                                      |
| 2010/11 | 8     | ÖFB Futsal BL                                      |
| 2009/10 | 5     | Murexin Futsal BL                                  |
| 2009    | 2     | Österreichischer Futsal-Cup                        |
| 2008/09 | 5     | Murexin Futsal BL                                  |
| 2008    | 3     | Internationales Futsal Turnier Neuenhagen (Berlin) |
| 2007/08 | 7     | Murexin Futsal BL                                  |
| 2006/07 | 8     | Murexin Futsal BL                                  |

## Homepage
- 1. FC Futsal Innsbruck